# August III của Ba Lan
August III (tiếng Ba Lan: August III Sas, tiếng Litva: Augustas III; 17/10/1696 – 5/10/1763) là vua của Ba Lan và Đại vương công Lietuva từ 1734 đến 1763, đồng thời là Tuyển hầu xứ Sachsen trong Thánh chế La Mã từ năm 1733 với trị hiệu Friedrich August II.

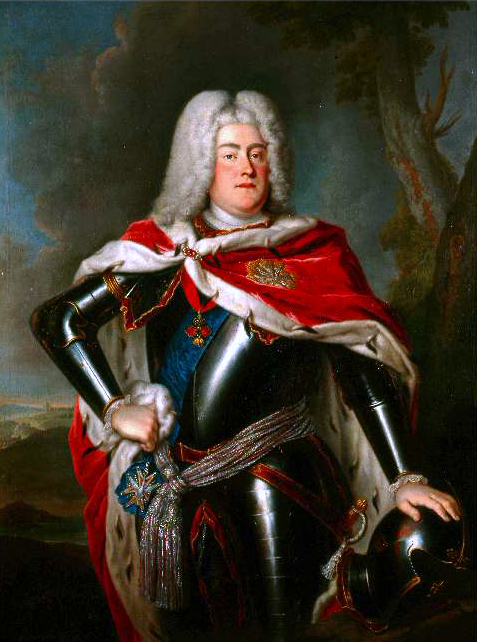
August III

Là con trai hợp pháp duy nhất của August II của Ba Lan, ông kế thừa cha bằng cách tham gia Giáo hội Công giáo La Mã trong năm 1712. Năm 1719 ông kết hôn với Maria Josepha, con gái của hoàng đế Joseph I của Thánh chế La Mã và trở thành Tuyển hầu xứ Sachsen sau cái chết của cha ông vào năm 1733. Lên ngôi vào năm 1733 sau khi loại bỏ được đối thủ là Stanisław I Leszczyński, August III duy trì quan hệ mật thiết với Hoàng đế La Mã thần thánh và Nữ hoàng Anna của Nga. Ông được trao vương miện tại Kraków ngày 17 tháng 1 năm 1734, và được công nhận là vua ở Warszawa vào tháng 6 năm 1736.
August III đưa quân đội tới giúp đỡ chính phủ Áo để chống lại âm mưu xâm chiếm Silesia của Quốc vương Friedrich II của Phổ trong cuộc Chiến tranh Kế vị Áo, tham gia Chiến tranh Bảy Năm. Những năm cuối triều đại August III đánh dấu sự chuyên quyền của dòng họ Czartoryski và Poniatowski, sự can dự của Nga về vấn đề Ba Lan. Sa hoàng Nga mới lên là Ekaterina II đã tăng cường hỗ trợ để giữ vững ngai vàng cho August III trước sự nổi lên của Stanisław August Poniatowski, ứng viên sáng giá cho chức vụ Quốc vương Ba Lan trong tương lai. Trong thời gian trị vì của mình, August III dành ít thời gian quản lý triều chính ở Ba Lan mà chỉ quan tâm đến nghệ thuật, giao phó chính quyền cho một viên quan có năng lực là Heinrich von Brühl

## Tuổi trẻ và lên ngôi Quốc vương
August là con trai hợp pháp duy nhất của August II của Ba Lan, Tuyển hầu xứ Sachsen và vua của Thịnh vượng chung Ba Lan-Litva thuộc dòng Albertine của Nhà Wettin. Mẹ ông là Christiane Eberhardine của Brandenburg-Bayreuth. August cải đạo sang Công giáo năm 1712, điều này gây ra sự bất mãn lớn của triều thần Ba Lan vốn đa số theo Tin lành. Trước tình hình nghiêm trọng này, các quý tộc ở Sachsen và Hannover tìm cách lật đổ August II nhưng bất thành.
Sau cái chết của August II của Ba Lan năm 1733, Augustus thừa hưởng chức Tuyển hầu Sachsen và được bầu vào ngai vàng Ba Lan, với sự ủng hộ của Đế chế Nga và Đế quốc La Mã thần thánh. August III đã bị phản đối quyết liệt bởi Stanisław I Leszczyński, người muốn cướp lại ngai vàng Ba Lan dưới sự ủng hộ của vua Friedrich I của Thụy Điển. Stanislaw I đã hai lần lưu vong: lần thứ nhất lưu vọng sau khi người ủng hộ ông ta là vua Karl XII Thụy Điển bị Nga đánh bại ở Trận Poltava, lần thứ hai là phải lưu vong sang Pháp sau khi bị Nữ hoàng Nga Anna phế truất. Trong lần lưu vong thứ hai này, Stanislaw vẫn nuôi ý đồ cướp lại ngôi vua đã mất nên đã nhờ vua Louis XIV của Pháp hỗ trợ việc này. Năm 1733, Stanislaw cùng quân Pháp hỗ trợ đã tìm cách cướp ngôi August III, nhưng đã bị quân Nga đánh bại hoàn toàn vào năm 1738.
Với tư cách là Vua, August III không quan tâm đến cai quản triều chính Ba Lan - Lietuva của mình, thay vào đó tập trung vào săn bắn, xem diễn opera và tập hợp các tác phẩm nghệ thuật. Trong 30 năm August III cai trị, những mối thù không thể hàn gắn giữa hai gia đình Czartoryski và Potocki đã làm tê liệt Sejm. August III giao quyền quản lý đất nước cho Heinrich von Brühl, người đã phục vụ với tư cách là phó vương của Ba Lan.
Sau khi August III qua đời năm 1763, con trai cả còn sống của nhà vua là Frederick Christian chính thức kế vị cha làm Tuyển hầu Sachsen. Sợ rằng Frederick Christian có thể thay cha làm luôn vua của Thịnh vượng chung Ba Lan-Litva, một cuộc đảo chính do Czartoryskis xúi giục và được Nữ hoàng Ekaterina II của Nga hỗ trợ, đã loại bỏ người thừa kế Frederick Christian và đưa Stanisław August Poniatowski lên ngôi vua Ba Lan và Đại vương công Litva vào ngày 7 tháng 9 năm 1764.